# Clotilde Guillén de Rezzano
Clotilde Guillén de Rezzano (Buenos Aires, Argentina, 18 de junio de 1880-Buenos Aires, 7 de junio de 1951) fue una pedagoga argentina y directora del Seminario de Pedagogía de la Universidad de Buenos Aires. Impulsó en Buenos Aires la tendencia pedagógica reformadora de la Escuela Nueva.

## Familia, infancia y juventud
Según el Registro Escolar y datos aportados por su nieto, Clotilde Guillén nació el 18 de junio de 1880 en la ciudad de Buenos Aires. Sin embargo, el segundo censo nacional de 1895 consignó «-Clotilde Guillen: argentina, de 14 años de edad, soltera, nacida en Buenos Aires en 1881. Sabe leer y escribir, pero no se completó si asistía en ese momento a la escuela. -Su padre, Domingo Guillén, español de 49 años de edad, de profesión peluquero, sabía leer y escribir y no poseía propiedad raíz. -Su madre, Natalia de Guillén, francesa de 49 años de edad, sabía leer y escribir, había tenido 4 hijos y sumaba 28 años de casada. Todos residían en la Ciudad de Buenos Aires». El segundo censo nacional de la República Argentina se llevó a cabo el 10 de mayo de 1895. No sólo abarcó temas relativos a la población sino que también incluyó la realización de un censo agropecuario e industrial. Según los datos arrojados, el total de la población ascendió ese año a 4 094 011 habitantes.

## Primeros años como profesora normal
En 1899 se recibió como profesora Normal en el Normal N.º 1. Aunque no se cuenta con fuentes primarias que acrediten su titulación: su nombre se encuentra en 1923, en el listado de una de las Comisiones (que dicen ser de exalumnas) para los festejos del Cincuentenario de la Escuela Normal N.º 1. (Libro de Actas N.º 1819 est N10 3. Asamblea de Delegadas asistentes para los festejos a los 50 años/ 15-12- 23). 
En un manuscrito del educador Corbellini se afirma textualmente: «En 1927 se llevó a cabo el ensayo de enseñanza activa método Decroly de 1° a 3° grado que a diferencia del que venía realizando en el Normal N.º 5 la Directora Dra. Clotilde Guillén de Rezzano (exalumna de la N°1), lo planificaron las maestras y lo aplicaron supervisadas por el Inspector Juan Cassani”.
Luis Prieto Figueroa en “Maestros de América” (1975), dice: …«se dedicó a la docencia como maestra de escuela desde 1900 hasta 1905. Pero inconforme con su preparación normalista, ingresó a la Facultad de Filosofía y Letras, donde terminó sus estudios en el año de 1906. En el Registro de Personal la columna de Antigüedad en la enseñanza, indica que se inició en la docencia el 12 de marzo de 1900, y su primer cargo lo desempeño como Subpreceptora».

## Sus propuestas pedagógicas como inspectora y directora, laescuela nueva
En reconocimiento de su talento, el Consejo Nacional de Educación, le confiere el cargo de Inspectora de Economía Doméstica, que ejerce hasta 1909, y la envió a Europa para conectarse con las recientemente surgidas ideas escolanovistas. De ese viaje trajo, a manera de recordatorio de lo que no se debe hacer un cuadro de Ralph Hedley: “The Old School” (1904). La imagen representa la enseñanza tradicional. Los alumnos temerosos frente al maestro que toma la lección, el castigo físico, el mobiliario estructurado, etc. Todo esto se opone a la propuesta que implementará en el Normal 5 a partir de 1909, una propuesta de escuela activa o también llamada escuela nueva.
«Como quién se ata un hilo en el dedo, o deja un libro salido de la fila en el estante para que tropiece con la vista, y así recordar lo trascendente… Clotilde colgó de la pared un cuadro. “The Old School” pendía como un recordatorio de lo que no debe hacer un maestro. Una forma de repetir en silencio, una y cien veces: así NO… y construir por oposición La Nueva Escuela. Construir el positivo mirando el modelo negativo. Detrás de unos niños temerosos frente a la amenaza del maestro, repitiendo la lección/ Ver a los niños activos, partícipes de su educación, en movimiento, con las manos en la arena construyendo. Quizás ella también jugaba con las manos en la arena, haciendo que construía una realidad diferente, una educación diferente en un arenero gigante, que recorría todo el tiempo yendo de un aula a otra, asesorando, ordenando, enseñando… Así como nada es casual, no fue casual que el cuadro cayera durante una toma escolar en 2009. Cien años después. Hacía tiempo que nadie advertía que allí estaba el cuadro, ni se recordaba que pendía en la pared para hacernos recordar.»
Desde su cargo de Inspectora en Economía Doméstica reforma los Programas de Estudio entre 1907 y 1908. Así lo confirman los artículos presentados en la Revista El Monitor de la Educación Común: 
- “Algunas Observaciones sobre el funcionamiento de las clases de cocina”. 1906
- “La enseñanza de la costura en las escuelas elementales de Francia”. 1906
- “Bibliografía de Economía Doméstica” 1907 - “ Instalación de una Cocina Escolar” .1908
- “Enseñanza de la Cocina en las Escuelas Primarias” 1908.

El escritor Hugo Calzetti incluye a Clotilde Guillén, Juan Cassani y Juan Rezzano (1877-1960: representante de la Liga Internacional de la Nueva Educación, quien fuera luego su esposo); como la trilogía de inspectores del sistema escolar de la época. El 16 de febrero de 1909 se funda la “Escuela Normal de Maestras de Barracas al Norte” a partir de un decreto del entonces presidente José Figueroa Alcorta y de su ministro de Instrucción Pública Rómulo Sebastián Naón. La escuela comienza a funcionar efectivamente, el 9 de abril de ese mismo año. El decreto designó a Clotilde Guillén, directora de la Escuela y a un destacado grupo de profesionales. Es ella quien organizó e intervino directamente en la designación del personal de la primera planta funcional de la Institución. En la escuela normal pondrá en práctica una serie de experiencias con los Centros de Interés, haciendo importantes aportes y reformas a las concepciones sostenidas por la Escuela Nueva. Dictará, además de ejercer su cargo, las cátedras de Psicología, Pedagogía y Francés a las futuras maestras. En 1910, participa del 17.º Congreso Internacional Americanista que se desarrolló en paralelo entre México y Buenos Aires, presididos por Eduard Seler y José Nicolás Matienzo respectivamente. El Congreso Internacional de Americanistas surgió en Francia, impulsado por la “Sociedad Americanista de Francia” quien el 25 de agosto de 1874 difundió su convocatoria a la primera reunión. En 1974, el mexicano Juan Comas publicó un cuidadoso estudio: Cien años de Congresos Americanistas en el que se reconstruye la historia crítica de la institución y se ofrece la bibliografía completa. Es en esta fuente, donde se encuentra en las listas de mujeres participantes a Clotilde Guillén en condición de adherente.
Fundó junto a su esposo, en la década de 19210, una publicación educativa especializada: La Obra, que permitió la formación de varias generaciones de docentes.

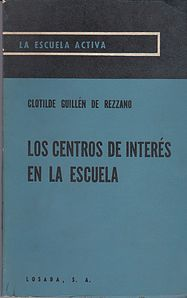

Se jubiló el 31 de octubre de 1932.

## Su propuesta pedagógica: los Centros de Interés
La propuesta pedagógica de Clotilde Guillén de Rezzano se organiza alrededor de Centros de Interés, los cuales define como: «una serie de ocupaciones escolares que, al mantener al niño en constante actividad, le proporcionan la oportunidad de adquirir los conocimientos y las técnicas de la lectura, escritura, redacción, ortografía, dibujo, etc. De acuerdo con sus capacidades».
Agrega además que «pueden ser desarrollados en cualquier escuela, por muy pobre que sea su dotación, siempre que el maestro sea rico en inventiva, actividad, amor a los niños y a su profesión. En caso contrario recomendamos que no se aborde la tarea».
- Centros de Interés
- Una visita a la Escuela Normal N.º 5: La Escuela Activa (Artículo de la Revista Elevación donde describe cómo se trabajaba en la escuela)

## Mesa de arena

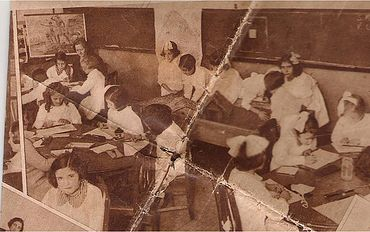

Fue un recurso didáctico fundamental, para la puesta en práctica de los Centros de Interés. Según la propuesta de aprendizaje de Clotilde Guillén de Rezzano, los niños debían ponerse en contacto con las cosas mismas, a través de ejercicios de observación, experimentación y construcción. Pero cuando el objeto de estudio está alejado en el tiempo y en el espacio, las lecturas, los dictados y la mesa de arena le presentan la posibilidad de acercamiento.
Así por ejemplo, al describir el Centro de Interés La Granja dice: «Las escuelas nuevas establecidas en el campo, desarrollan este centro de interés de forma natural, […] Pero en las escuelas del estado, situadas en los centros urbanos, el estudio de la granja misma es una utopía; […] La mesa de arena, que no debe faltar en ningún aula infantil, es el escenario apropiado en el que, mediante la cooperación de los alumnos y maestros, aparecerá poco a poco una granja en miniatura.» A lo largo de su libro Los Centros de Interés en la Escuela abundan este tipo de ejemplos como lo son la construcción de una madriguera, un escenario montañoso, etc. 

## Concepto de infancia
Para Clotilde Guillen, pensar otro modo de enseñanza también implicó repensar las concepciones que se tenía hasta el momento sobre la infancia. Ya no se trata de pensarlo como un adulto pequeño sino como un sujeto con características específicas. La celebración de Congresos Internacionales permitió construir un discurso común sobre la infancia que se pueden ver reflejados en los textos Concepto de infancia y 1° Congreso Nacional del Niño.

## Obras
La mayor parte de sus obras fueron escritas luego de que se jubilara en 1933. También publicó numerosos artículos en las Revistas: El Monitor de la Educación Común, La Obra y Nueva Era. 
Entre sus libros se encuentran: 
- Consejos a las futuras maestras (1921)
- Miguel Cané: Ensayo Crítico (1922)
- La nueva educación y la escuela activa (1928)
- Los centros de interés en la escuela (1929)
- Hacia la Escuela Activa (Imprenta López, 1934)
- Didáctica General (1936) (Se trata de un reordenamiento del libro: Didáctica General y Especial, para que responda al Programa de Didáctica General correspondiente al 4.º año del ciclo de Magisterio)
- Didáctica General y Especial para 2° año de las escuelas normales (1936)
- Didáctica Especial, tomo 2 (1938)
- Los jardines de infantes: origen, desarrollo, difusión, organización y métodos (1940)
- Mamita: método natural global para aprender a leer (1943)
- Entre 1946 y 1950 dirige y prologa la Colección Biblioteca de Cultura Pedagógica de la Editorial Kapelusz.
- Tradujo para Editorial Kapelusz Tratado de Psicología de Georges Dumas (1948).